# Асбол
Асбол (др.-греч.  Ἄσβολος «копоть», «сажа») — в древнегреческой мифологии кентавр-птицегадатель. Упоминается в поэме Псевдо-Гесиода «Щит Геракла» как один из участником битвы с лапифами. Кентавр-гадатель Астил изображается и Овидием: он предсказывает судьбу Нессу (в этом месте предлагалась конъектура Асбол).
В римскую эпоху «кентавру Асболу» приписывались письменные сочинения. Согласно «Диалогу о героях» Филострата, Геракл распял его на кресте, на котором написал эпиграмму.